# 15 Days
15 Days là một game phiêu lưu casual độc lập do studio House of Tales của Đức phát triển và THQ Nordic phát hành. 15 Days được phát hành cho Microsoft Windows vào ngày 25 tháng 6 năm 2010.

## Phát triển
Trò chơi sử dụng engine Cougar, được House of Tales phát triển nội bộ. Engine này cho phép các nhà phát triển sử dụng cảnh máy theo chủ đề và bệ quay thường khó thực hiện với các hình nền được dựng sẵn.

## Lối chơi
Người chơi điều khiển ba nhân vật là những tên trộm nghệ thuật ăn cắp tác phẩm nghệ thuật và trao số tiền họ kiếm được cho tổ chức từ thiện.

## Đón nhận
Trò chơi nhận được các đánh giá trái chiều từ giới phê bình. Theo trang web tổng hợp kết quả đánh giá Metacritic, 15 Days được chấm với số điểm 63. Adventure Gamers chỉ trích game vì lối chơi, lỗi và thiếu nội dung của nó, cho biết chỉ có hai câu đố độc lập và phần lớn trò chơi chỉ là đi bộ giữa các phòng tìm kiếm điều gì đó để làm. Khi bạn gặp một người NPC để nói chuyện, bạn chỉ cần nhấp vào một biểu tượng hộp thoại duy nhất và họ nói với người chơi điều gì đó, mà không có bất kỳ tương tác nào khác về phần người chơi, không có lựa chọn nào để nói gì cả. Gamestar cảm thấy câu đố của trò chơi quá đơn giản đối với những người đam mê chơi game phiêu lưu. Gameswelt ca ngợi bản chất hấp dẫn và chân thực từ tính thẩm mỹ của trò chơi.